# غريغ دراموند
غريغ دراموند (بالإنجليزية: Greg Drummond)‏ هو لاعب كرلنغ بريطاني، ولد في 3 فبراير 1989 في دندي في المملكة المتحدة.

## وصلات خارجية
- غريغ دراموند على موقع الاتحاد الدولي للكرلنغ (الإنجليزية)
- غريغ دراموند على موقع اللجنة الأولمبية الدولية (الإنجليزية)
- غريغ دراموند على موقع أوليمبيديا (الإنجليزية)
- غريغ دراموند على موقع اللجنة الأولمبية البريطانية (الإنجليزية)